# Ronaldo Canabrava
Ronaldo Canabrava (Sete Lagoas, 26 de janeiro de 1950) é um político brasileiro.
Formou-se em direito pela Universidade Federal de Viçosa. Foi convidado para ser chefe de governo do então prefeito de Sete Lagoas, Marcelo Cecé.
Em 1993 foi eleito vereador pela primeira vez e reeleito em 1997. Em 1998 foi eleito pelos vereadores como presidente da câmara municipal, mas teve que renunciar para assumir o cargo de deputado estadual ao qual fora eleito em 1998.
Em 2000 foi eleito prefeito municipal de Sete Lagoas com uma votação recorde.[carece de fontes?] Em 2004 foi reeleito, mas governou por apenas um ano e cinco meses pois teve seu mandato cassado por atos de improbidade administrativa, através do não pagamento de precatórios.Em 2008 Delcio Menezes em depoimento ao Ministério Público disse que ouve um grande esquema montando atrás da cassação de Ronaldo Canabrava, apresentou com ele notas promissórias e depósitos bancários feitos a vereadores da época. O preço do trasporte coletivo foi aumentado um dia depois de sua cassação. 
Em outubro de 2009 filiou-se ao Partido da Mobilização Nacional (PMN). No dia 28 de setembro de 2011, filiou-se ao partido Democratas (DEM).